# Sole Luna Doc-film Festival
Sole Luna Doc Film Festival (https://solelunadoc.org/) è un festival cinematografico internazionale di documentari che ha avuto il suo esordio nel 2006 a Palermo. Il festival, prodotto dall'associazione Sole Luna - Un ponte tra le culture, rappresenta un evento che, attraverso il cinema del reale, è capace di unire e favorire l’incontro tra persone, idee, prospettive e sguardi attraverso il documentario d’autore, e di portare all’attenzione del più vasto pubblico possibile punti di vista originali e coraggiosi su realtà conosciute o poco note. 
L’Associazione Sole Luna - Un ponte tra le culture, presieduta da Lucia Gotti Venturato, è un ente non profit, il cui principale scopo è quello di promuovere il cinema del reale e il cinema indipendente e di valorizzare nuovi talenti anche attraverso percorsi formativi organizzati da professionisti affermati del settore. Principali obiettivi del festival sono: stimolare la conoscenza del mondo vicino e lontano, suscitare dibattiti, promuovere incontri e avviare rapporti di collaborazione e cooperazione.Il festival è socio AFIC (https://www.aficfestival.it/) è inserito nei programmi della Farnesina (https://italiana.esteri.it/italiana/eventi/sette-sguardi-sul-cinema-italiano-diritti-umani/) ed è fondatore del progetto Itineranze Doc (https://www.itineranzedoc.it/). 

## Storia
Il progetto nasce nell'ottobre 2006 da un'idea di Lucia Gotti Venturato e per tre anni si svolge a Santa Maria dello Spasimo in collaborazione con la Doc Fest associazione presieduta da Carlo Fuscagni e con la direzione artistica di Rubino Rubini. Nel 2009, giunto alla sua quarta edizione, diventa una realtà autonoma sostenuta dalla associazione "Sole Luna - Un ponte tra le culture", che affida la direzione artistica al regista palermitano Giovanni Massa.
L'associazione segue con interesse il lavoro svolto dai primi discenti del Centro Sperimentale di Cinematografia, sede in Sicilia, promuove i loro saggi cinematografici e organizza premi per loro. Tra i primi 12 diplomati sceglie la nuova la direzione artistica del festival che viene affidata nel 2014 a Chiara Andrich e Andrea Mura. 
Dal 2014 inoltre il festival presenta alcune rassegne anche a Treviso con grande successo di pubblico, e dal 2016 è partner del Festival dei Diritti Umani di Milano per il quale cura la rassegna di film documentari sui diritti umani. Negli ultimi anni il festival è diventato un catalizzatore di eventi e progetti, con particolare interesse alle giovani generazioni, raggiunge le scuole superiori attraverso rassegne a tema e accoglie e nelle sedi dei festival tirocinanti e stagisti delle Università di Palermo, Padova, Venezia, Vicenza, Roma e Torino.
Dal 2017 il Capo dello Stato Sergio Mattarella conferisce alla manifestazione culturale la medaglia del presidente della Repubblica. Si tratta di un riconoscimento che viene attribuito ad iniziative ritenute di particolare interesse culturale, scientifico, artistico, sportivo o sociale.
Nel 2020 il Festival ha celebrato la sua XV edizione.

## Il festival
Il festival affronta prioritariamente i filoni tematici dei diritti umani e del viaggio attraverso il cinema del reale.
I film selezionati mettono in luce situazioni problematiche e di crisi nel mondo dove i diritti umani e la dignità della persona non sono rispettati e raccontano storie di popoli, di persone e di paesaggi, nella profonda interconnessione di “natura” e “cultura”.
I documentari in concorso sono scelti da un comitato di selezione costituito dalla presidente Lucia Gotti Venturato, i direttori artistici Chiara Andrich e Andrea Mura e dalla direttrice scientifica Gabriella D’Agostino. 
Un comitato scientifico seleziona inoltre dei progetti culturali che, realizzati parallelamente alle proiezioni dei film in concorso durante la manifestazione, diventano parte integrante della proposta di riflessione al pubblico del festival. Rassegne fuori concorso, mostre, concerti, performance, danza, teatro, ecc. coerenti con i principi di solidarietà, di dialogo e di incontro con ogni configurazione storica di alterità, linee guida del Festival di documentari in tutte le sue edizioni, trasformano Sole Luna Doc Film Festival in uno spazio di dialogo aperto al pubblico e alle realtà locali ed internazionali che animano il panorama culturale italiano.

## Premi
Una giuria internazionale qualificata assegna ogni anno i seguenti premi e menzioni speciali per:
- miglior lungometraggio
- miglior cortometraggio
- migliore regia
- miglior fotografia
- miglior montaggio
- miglior colonna sonora

La presidente dell'associazione assegna inoltre il Premio “Sole Luna, Un ponte tra le culture”, al film che meglio esprime i valori di solidarietà e comunicazione tra popoli, la promozione dei quali rappresenta lo scopo primario dell’Associazione
Altri premi assegnati sono:
- Premio del pubblico

- Premio studenti liceali
- Premio Giuria Nuovi Italiani
- Rubino Rubini Award in memoria del regista Rubino Rubini, cofondatore del festival.